# Condado de Lowndes (Alabama)
El condado de Lowndes  (en inglés: Lowndes County), es un condado del estado estadounidense de Alabama que fue fundado en 1830 y se le llamó Lowndes en honor al congresista William Lowndes. En el año 2000 tenía una población de 13 473 habitantes con una densidad de población de 3 personas por km². La sede del condado es Hayneville aunque la ciudad más grande es Fort Deposit.

## Geografía
Según la oficina del censo el condado tiene una superficie total de 1878 km² (725,1 mi²), de los que 1860 km² (718,14671814672 mi²) son tierra y 18 km² (6,9 mi²) (0,98%) son agua.

### Condados adyacentes
- Condado de Autauga - norte
- Condado de Montgomery - este
- Condado de Crenshaw - sureste
- Condado de Butler - sur
- Condado de Wilcox - suroeste
- Condado de Dallas - oeste

### Principales carreteras y autopistas
- Interestatal 65
- U.S. Autopista 31
- U.S. Autopista 80
- Carretera estatal 21
- Carretera estatal 97

## Demografía
Según el 2000 la renta per cápita media de los habitantes del condado era de 23.050 dólares y el ingreso medio de una familia era de 28 935 dólares. En el año 2000 los hombres tenían unos ingresos anuales 27 694 dólares frente a los 20 137 dólares que percibían las mujeres. El ingreso por habitante era de 12 457 dólares y alrededor de un 31,40% de la población estaba bajo el umbral de pobreza nacional.

## Ciudades y pueblos
- Benton
- Fort Deposit
- Gordonville
- Hayneville
- Letohatchee
- Lowndesboro
- Mosses
- White Hall